# Acacia multistipulosa
Acacia multistipulosa é uma espécie de leguminosa do gênero Acacia, pertencente à família Fabaceae.